# 이익훈
이익훈 (1947년 2월 28일 ~ 2008년 5월 3일)은 대한민국의 학원인이다.

## 인물
경기도 남양주시(구 양주군 미금면) 출신으로 대광고등학교와 연세대학교 지질학과를 졸업하고, 미국 웨스트코스트대학교에서 환경공학 석사학위를 받았으며, 2006년, '토플·토익 듣기능력 향상을 위한 전략적 교수·학습법 연구'라는 논문으로 단국대학교에서 영어영문학 박사학위를 취득했다. 
미주 동아일보 기자로 활동하던 1983년, 부친의 건강이 악화돼 급히 귀국하여, 종로외국어학원에서 강사로 근무하던 친구의 권유로 강사생활을 시작했다.
평소 읽는 영어가 아닌 말하는 영어에 중점을 뒀던 그의 강의 스타일에 학원생들이 몰렸고, 강사로 활동한 지 얼마 지나지 않아 유명강사로 급부상했다. 
그러다가 1993년, 서울 서초동에 영어청취 전문학원인 ‘이익훈어학원’을 설립하였으며, 일간지와 각종 잡지등에 영어 관련 칼럼을 게재하기도 하였고, 많은 영어교재들을 집필하여 국내 영어학습 관련 시장을 석권했으며, 한양대학교 교육대학원 영어교육 겸임교수와 단국대학교 교양학부 초빙교수를 역임했다.
2002년에는 세계적인 저명 인사를 다루는 인명사전인 '마르퀴즈 후즈 후'의 전문교육인 분야에 등재되었다.
2008년 5월 3일, 지병인 전립선암으로 타계했다.

## 학력
- 대광고등학교
- 연세대학교 지질학과 학사
- 미국 웨스트코스트대학교 환경공학 석사
- 2006년 단국대학교 영어영문학 박사

## 경력
- 세계인명사전 '마르퀴즈 후즈 후' 등재
- 스포츠서울 이익훈의 콩글리시 클리닉 칼럼연재
- 조선일보 TEPS 강좌 칼럼연재
- 스포츠서울 이익훈의 뺨맞는 영어 칼럼연재
- 월간 'AP 5분뉴스' 발행, 편집인
- 파이낸셜뉴스 이익훈의 E-TOEIC 특강 칼럼연재
- 월간조선 영한대역 칼럼연재
- 매일경제 비즈니스 유머영어 칼럼연재
- AM7 이익훈의 E-TOEIC 칼럼연재
- 조선일보 일사일언칼럼연재
- 주간 뉴스피플 이익훈의 비즈니스 영어 칼럼연재
- 주간 뉴스피플 이익훈의 Talk-Tips 칼럼연재
- 스포츠서울 이익훈의 빵!빵! 잉글리시칼럼연재
- 이익훈어학원 회장
- 단국대학교 초빙교수
- 한양대학교 교육대학원 겸임교수
- 스포츠서울 이익훈의 인터넷 테마 영어 칼럼연재
- 스포츠서울 이익훈의 테마 영어 칼럼연재
- 동아일보 이익훈 스크린 영어 칼럼연재
- 스포츠서울 이익훈 NBA 야화 칼럼연재
- 조선일보 이익훈 영어 클리닉 칼럼연재
- 동아일보 이 생각 저 생각 칼럼연재
- 일간스포츠 이익훈 영어 클리닉 칼럼연재
- 코리아 타임즈 토플 해설위원
- 미주 동아일보 기자

## 저서
- Ear of the TOEFL
- E-TOEIC Vocabulary
- E-TOEIC SET
- E TOEIC PREMIUM TEST
- EYE OF THE TOEIC
- It's TEPS 청해
- EAR OF THE TOEIC
- Pro TEPS
- TEPS 강좌
- 감각영어 콩글리쉬 클리닉
- Mr. IKE's 방송영어